# Stenotis
Stenotis is een geslacht van weekdieren uit de klasse van de Gastropoda (slakken).

## Soort
- Stenotis laxata A. Adams, 1863